# Oron-le-Châtel
Pour les articles homonymes, voir Oron et Chatel.
Oron-le-Châtel est une localité et une ancienne commune suisse du canton de Vaud, située dans le district de Lavaux-Oron. Elle a fusionné, le 1er janvier 2012, avec celles de Bussigny-sur-Oron, Châtillens, Chesalles-sur-Oron, Écoteaux, Les Tavernes, Les Thioleyres, Oron-la-Ville, Palézieux et Vuibroye pour former la nouvelle commune d'Oron.

## Monuments
La commune compte sur son territoire un château du XIIe siècle inscrit, tout comme la bibliothèque qu'il accueille, comme bien culturel suisse d'importance nationale.

## Manifestations
En 2005 et 2006, Oron-le-Châtel a accueilli le World Music Festival.